# Choi Yun-hee
Pour les articles homonymes, voir Choi.
Dans ce nom coréen, le nom de famille, Choi, précède le nom personnel.
Choi Yun-hee (en coréen 최윤희 ; née le 25 mai 1986) est une athlète sud-coréenne, spécialisée dans le saut à la perche.
Elle a obtenu une médaille aux Championnats d'Asie 2009 et 2011. Son meilleur saut est de 4,40 m et constitue le record national qu'elle égale à Daegu 2011 en qualifications. De 2004 à 2010, elle a remporté le festival national des sports coréen.

## Palmarès
| Date | Compétition         | Lieu      | Résultat | Épreuve | Performance |
| ---- | ------------------- | --------- | -------- | ------- | ----------- |
| 2009 | Championnats d'Asie | Guangzhou | 3e       | Perche  | 4 m         |
| 2011 | Championnats d'Asie | Kobe      | 3e       | Perche  | 4 m         |

## Records
| Épreuve        | Performance | Lieu     | Date            |
| -------------- | ----------- | -------- | --------------- |
| Perche         | 4,41 m (NR) | Gimcheon | 8 mai 2012      |
| Perche (salle) | 4,30 m      | Hangzhou | 19 février 2012 |